# Torneig de Roland Garros 2022
El Torneig de Roland Garros 2022, conegut oficialment com a Internationaux de France 2022, és un esdeveniment de tennis disputat sobre terra batuda que pertany a la categoria de Grand Slam. La 121a edició del torneig se celebrarà entre el 16 de maig i el 5 de juny de 2022 al Stade Roland Garros de París, França.

## Resum
- L'espanyol Rafael Nadal va ampliar la seva llegenda incrementant dos rècords, en primer lloc fou el 22è títol individual de Grand Slam del seu palmarès, destacant-se en la classificació de més títols de Grand Slam individuals masculins, amb dos més que el seus perseguidors. En segon lloc, aquest fou el seu 14è títol de Roland Garros individual, fita mai aconseguida en la història del tennis en cap torneig, i destacant que no coneixia la derrota en les finals d'aquest torneig. Paral·lelament, també fou el quart títol de la temporada, segon de categoria Grand Slam. En la final va derrotar el noruec Casper Ruud, que debutava en una final de Grand Slam i va esdevenir el primer tennista noruec en jugar una final de Grand Slam en l'Era Open, i curiosament, s'entrenava en l'acadèmia del mateix Nadal a Mallorca.[1]

- La polonesa Iga Świątek va reeditar el títol aconseguit en l'edició de 2020 i va apuntalar el seu regnat al número 1 del rànquing individual femení. Amb aquesta va encadenar 35 victòries consecutives que li van permetre igualar Venus Williams amb la ratxa de més victòries consecutives en el circuit femení en l'Era Open. Aquest també fou el sisè títol de la temporada. En la final va superar l'estatunidenca Coco Gauff, que disputava la seva primera final de Grand Slam individual malgrat tenir només 18 anys.[2]

- La parella formada pel salvadoreny Marcelo Arévalo i el neerlandès Jean-Julien Rojer van guanyar el primer títol de Grand Slam junts i el tercer títol de la temporada. Rojer va guanyar el tercer títol de Grand Slam de dobles masculins del seu palmarès i també va esdevenir el tennista més veterà en guanyar un Grand Slam de dobles amb 40 anys en l'Era Open, mentre que per Arévalo fou el primer títol de Grand Slam del seu palmarès i, de fet, el primer de l'Amèrica Central.[3]

- La parella francesa formada per Caroline Garcia i Kristina Mladenovic va reeditar el títol aconseguit en l'edició de 2016, tot i que tot just era el segon torneig de la temporada que disputaven juntes i van ser convidades al torneig perquè ambdues tennistes estaven fora del Top 100 del rànquing. Per Mladenovic era el sisè títol de Grand Slam de dobles femenins i el quart a Roland Garros.[4]

- La parella mixta formada per la japonesa Ena Shibahara i el neerlandès Wesley Koolhof van guanyar el primer títol de Grand Slam del seu palmarès respectiu en el primer torneig que disputaven junts.[5][6]

## Campions/es

### Elit
| Categoria          | Campions/es                         | Finalistes                   | Resultat            |
| ------------------ | ----------------------------------- | ---------------------------- | ------------------- |
| Individual masculí | Rafael Nadal                        | Casper Ruud                  | 6−3, 6−3, 6−0       |
| Individual femení  | Iga Świątek                         | Coco Gauff                   | 6−1, 6−3            |
| Dobles masculins   | Marcelo Arévalo Jean-Julien Rojer   | Ivan Dodig Austin Krajicek   | 6−7(4), 7−6(5), 6−3 |
| Dobles femenins    | Caroline Garcia Kristina Mladenovic | Coco Gauff Jessica Pegula    | 2−6, 6−3, 6−2       |
| Dobles mixts       | Ena Shibahara Wesley Koolhof        | Ulrikke Eikeri Joran Vliegen | 7−6(5), 6−2         |

### Júniors
| Categoria          | Campions/es                  | Finalistes                    | Resultat    |
| ------------------ | ---------------------------- | ----------------------------- | ----------- |
| Individual masculí | Gabriel Debru                | Gilles-Arnaud Bailly          | 7−6(5), 6−3 |
| Individual femení  | Lucie Havlíčková             | Solana Sierra                 | 6−3, 6−3    |
| Dobles masculins   | Edas Butvilas Mili Poljičak  | Gonzalo Bueno Ignacio Buse    | 6−4, 6−0    |
| Dobles femenins    | Sára Bejlek Lucie Havlíčková | Nikola Bartůňková Céline Naef | 6−3, 6−3    |